# Dawit Bakradze (wojskowy)
Dawit Bakradze, gruz. დავით ბაქრაძე; ros. Давид Ильич Бакрадзе, Dawid Iljicz Bakradze (ur. 8 stycznia?/21 stycznia 1912 we wsi Bori, w rejonie charagaulskim Gruzji, zm. 13 grudnia 1977 w Tbilisi) – Gruzin, podpułkownik Armii Czerwonej, radziecki partyzant, Bohater Związku Radzieckiego.

## Życiorys
W 1938 roku ukończył studia w Instytucie Technicznym Leśnictwa w Tbilisi i podjął pracę w Archangielsku. W 1940 roku został powołany do Armii Czerwonej. Po ukończeniu pułkowej szkoły podoficerskiej dowodził działonem w jednostce artylerii lekkiej. W grudniu 1941 roku pod Pryłukami dostał się do niemieckiej niewoli i został osadzony w obozie jeńców w Konotopie. Latem 1942 roku zbiegł z obozu, a we wrześniu tego roku wstąpił do radzieckiej partyzantki.
W czasie II wojny światowej na terenie Ukrainy i Polski dowodził pułkiem w 1 Ukraińskiej Dywizji Partyzanckiej im. Sidora Kowpaka. W 1945 roku został przeniesiony do rezerwy. Po wojnie był między innymi przewodniczącym Państwowego Komitetu Geologicznego Gruzji oraz deputowanym do Rady Najwyższej ZSRR (1946–1954) i Rady Najwyższej Gruzińskiej SRR (1954–1958).
23 lutego 1965 roku w Tbilisi ambasador PRL w ZSRR, Edmund Pszczółkowski wręczył mu nadany przez Radę Państwa Krzyż Złoty Orderu Wojennego Virtuti Militari.

## Ordery i odznaczenia
- Złota Gwiazda Bohatera Związku Radzieckiego (7 sierpnia 1944, nr 4321)
- Order Lenina - pięciokrotnie
- Order Czerwonej Gwiazdy
- Order Wojny Ojczyźnianej I klasy
- Krzyż Złoty Orderu Wojennego Virtuti Militari (1965)